# Leptolingia tianyiensis
Leptolingia tianyiensis là một loài côn trùng trong họ Grammolingiidae thuộc bộ Neuroptera. Loài này được Ren miêu tả năm 2002.